# 木桐乡
木桐乡，是中华人民共和国河南省三門峽市卢氏县下辖的一个乡镇级行政单位。

## 行政区划
木桐乡下辖以下地区：
木桐村、刘家村、张家村、拐玉村、三关村、河口村、窑沟村、灵神村、鸟桥村和夜长村。